# Asparagus rogersii
Asparagus rogersii — вид рослин із родини холодкових (Asparagaceae).

## Біоморфологічна характеристика
Жорстка прямовисна рослина 30–50(100) см заввишки, не розгалужується. Старіші стебла від сірих до біло-смугастих, ± запушені; молоді частини зеленувато-кутасті, від голих до ± голих. Колючки на головних стеблах під гілками завдовжки 5–8 мм, і 2–3 мм завдовжки під приквітками. Кладодії поодинокі чи в пучках по 2–4, розміром 4–6 × 0.5 мм, 3-кутні. Суцвіття — поодинокі, прості китиці чи видозмінені гілочки. Квітки в пазухах кладодій, поодинокі або в парі; приквітки яйцеподібні довжиною 0.5–1 мм (± довжини квітконіжки), загострені на верхівці, ± відсутні в час цвітіння; квітконіжки 0.5–1 мм завдовжки. Листочки оцвітини кремові, широко-еліптичні, 2–2.5 × 1.5 мм. Ягода 5–6 мм у діаметрі.

## Середовище проживання
Ареал: Кенія, Танзанія, Замбія.
Середовище проживання: саванна лісова місцевість, кам'янистий ґрунт і термітарії; на висотах 900–1200 метрів.